# Альварес, Федерико
Федерико (Феде) Альварес (исп. Federico «Fede» Álvarez; род. 9 февраля 1978, Монтевидео) — уругвайский кинорежиссёр, продюсер, сценарист. Известен прежде всего своими фильмами «Зловещие мертвецы: Чёрная книга», «Не дыши» и «Чужой: Ромул», а также короткометражкой «Приступ паники!» о гигантских роботах, вторгшихся в столицу Уругвая.

## Карьера
Федерико — сын уругвайского писателя, журналиста, профессора истории Лусиано Альвареса.
В возрасте 23 лет в паре с Клаудией Абенд снял свой первый фильм — 12-минутный Los pocillos. В 2009 году Альварес смастерил и выложил на YouTube короткометражную ленту «Приступ паники!». Спустя несколько недель Федерико подписал контракт с кинокомпанией Ghost House Pictures.

«Я выложил ролик в четверг, а в понедельник моя электронная почта была полна письмами голливудских студий. Я был просто потрясён.»
— из интервью Феде Альвареса телеканалу BBC
. Их первое сотрудничество — фильм «Зловещие мертвецы: Чёрная книга» получился весьма успешным, только в американском прокате собрав более 50 миллионов долларов (всего — 97) при бюджете в 17. После выхода «Зловещих мертвецов» Альварес признался, что непрочь сделать несколько сиквелов, но вместо этого спустя два года приступил к работе над малобюджетным триллером «Не дыши», который вышел на экраны в марте 2016 года и также получил в основном положительные отзывы и зрителей, и специалистов. Феде признался, что ему поступало предложение о сотрудничестве с Marvel Studios, которое он отверг. Он объяснил это своими опасениями, что ему придётся снимать то, что захочет студия, а не он сам. Альварес является режиссёром фильма «Девушка, которая застряла в паутине» по одноимённому роману шведского писателя Давида Лагеркранца. Картина является продолжением фильма «Девушка с татуировкой дракона» снятого режиссёром Дэвидом Финчером в 2011 году.

## Фильмография

### Режиссёр
- 2001 — Los pocillos — короткометражный
- 2003 — El último Alevare — короткометражный
- 2005 — Офигенный / El cojonudo
- 2009 — Приступ паники / Ataque de pánico!
- 2013 — Зловещие мертвецы: Чёрная книга / Evil Dead
- 2014 — От заката до рассвета / From Dusk Till Dawn: The Series (8-й эпизод первого сезона)
- 2016 — Не дыши / Don’t Breathe
- 2018 — Девушка, которая застряла в паутине / The Girl in the Spider’s Web
- 2024 — Чужой: Ромул / Alien: Romulus

### Сценарист
- 2003 — El último Alevare — короткометражный
- 2005 — Офигенный / El cojonudo
- 2009 — Приступ паники / Ataque de pánico!
- 2013 — Зловещие мертвецы: Чёрная книга / Evil Dead
- 2016 — Не дыши / Don’t Breathe
- 2021 — Не дыши 2 / Don’t Breathe 2
- 2024 — Чужой: Ромул / Alien: Romulus